# Orteguaza
Orteguaza är ett släkte av skalbaggar. Orteguaza ingår i familjen långhorningar.
Kladogram enligt Catalogue of Life:
| Orteguaza | \| \| Orteguaza funeraria \| \| \| \| \| \| Orteguaza lichenigera \| \| \| \| |
|           | \| \| Orteguaza funeraria \| \| \| \| \| \| Orteguaza lichenigera \| \| \| \| |
|           | Orteguaza funeraria                                                           |
|           |                                                                               |
|           | Orteguaza lichenigera                                                         |
|           |                                                                               |